# Капраника
Капраника (итал. Capranica) — коммуна в Италии, располагается в регионе Лацио, в провинции Витербо.
Население составляет 6505 человек (2008 г.), плотность населения составляет 157 чел./км². Занимает площадь 41 км². Почтовый индекс — 1012. Телефонный код — 0761.
Покровителем коммуны почитается святой Теренциан, празднование 1 сентября.

## Демография
Динамика населения:

## Администрация коммуны
- Официальный сайт: http://www.comune.capranica.vt.it